# کشته‌شدن معمر قذافی
معمر قذافی در ۲۰ اکتبر ۲۰۱۱ و پس از ماه‌ها درگیری و فرار از دست شورشیان و انقلابیون لیبی در شهر محل زادگاه خود سرت دستگیر شد و اندکی بعد به‌دست انقلابیون کشته شد. شورای انتقالی ابتدا ادعا کرد او در اثر جراحات ناشی از حمله هوایی کشته شده، اما بعداً ویدئویی منتشر شد که نشان می‌دهد جنگجویان شورشی او را تا حد کشت می‌زنند.
در آن روز با به کنترل درآوردن شهر سرت توسط نیروهای انقلابی لیبی، قذافی و چند تن از محافظان شخصی و فرمانده ارتشش را در حالی که در حال فرار از شهر بودند توسط نیروهای ناتو هدف قرار گرفتند و بعد در یک کانال فاضلاب پنهان شدند. بنا به گزارش‌ها قذافی پس از بیرون آمدن از «سوراخ»، در حالی که از ناحیه پا و کمر زخمی شده بود، خود را به نیروهای انقلابی تسلیم کرد. پس از آن در حالی که قذافی تکرار می‌کرد «چه شده؟ چه شده؟ چه خبر است، به من شلیک نکنید» انقلابیون او را سوار یک ماشین کردند تا به مصراته منتقل شود.
فیلمی منتشر شده که نشان می‌دهد او هنگام دستگیری زنده بوده ولی بعداً به نحو نامعلومی کشته شده است. قذافی در واپسین لحظات حیاتش دو هفت تیر، که رنگ یکی از آنها طلایی رنگ بود، یک رادیوی اف ام، و یک ساعت مچی داشت. او همچنین لباس نظامی بر تن کرده بود. او به هرحال به حرف خود عمل کرد و تا آخر، قبل از اسارت، جنگید.
بنا ادعای محمود جبریل، ماشین حامل قذافی در درگیری میان نیروهای وفادار به او و انقلابیون هدف گلوله قرار می‌گیرد و قذافی در این میان کشته می‌شود. البته به نقل دیگر منابع قذافی بر اثر اختلاف نیروهای انقلابی بر سر اینکه به کدام شهر برده شود توسط جوانی به نام سند الصادق العریبی که او را اسیر کرده بود به ضرب گلوله کشته شد.
در پی مرگ قذافی شورای انتقالی لیبی بیان کرد که اندکی پس از آن به‌طور رسمی «آزاد شدن» سراسر لیبی را اعلام خواهد کرد.

## جسد قذافی

### نمایش عمومی
دو روز پس از مرگ سرهنگ قذافی با انتقال جسد وی به شهر مصراته و نگهداریش در سردخانه یک قصابی، صدها لیبیایی برای دیدن جسد او صف کشیدند.

### خاک‌سپاری
روز سه شنبه، ۳ آبان (۲۵ اکتبر)، سخنگوی شورای ملی انتقالی که اداره امور لیبی را برعهده دارد اعلام کرد که اجساد معمر قذافی و معتصم قذافی، یکی از پسران او، در ساعات بامداد در مکانی سری دفن شده است تا به یک زیارتگاه مبدل نشود. او در وصیت‌نامه‌اش درخواست کرده بود که بدون غسل و با لباس خونی دفن شود.

## بازتاب جهانی
مرگ معمر قذافی در میان کشورها و سازمان‌های جهانی بازتاب گسترده‌ای داشته است.